# Никифор Ксифий
Никифор Ксифий (на гръцки: Νικηφόρος Ξιφίας, Никифорос Ксифияс) е византийски пълководец от началото на XI век, участвал във войните на император Василий II за покоряването на България. В исторически трудове името му се предава на български език и като Ксифия или Ксифиас, но по-популярна е формата Ксифий.

## Кариера

### Завладяване на Преслав
През 1000 или 1001 година Никифор Ксифий е натоварен от Василий II със задачата да завладее североизточните български земи (между Дунав и Стара планина). С помощта на друг военачалник, патриций Теодоракан, Ксифий постига големи успехи, превземайки Плиска, Малък Преслав и старата българска столица Велики Преслав Според преобладаващата част от изследователите този поход води до повторното завладяване на Източна България от византийците (първото е през 971 г.). Този възглед обаче се оспорва от някои тълкуватели на основния източник за събитието – хрониката на Йоан Скилица. Те допускат, че борбата за източните български области е продължила дълго след 1000 – 1001 г.

### В битката при Ключ
По време на похода срещу Преслав Никифор Ксифий носи военното звание протоспатарий. Години по-късно, при нападенията срещу демата при Ключ, той вече е стратег, управител на Филипопол, със съществен принос за византийската победа в Беласишката битка. Ксифий възглавява отряда, който по заповед на Василий II обхожда Беласица от юг и на 29 юли 1014 г. нанася решителния удар в гръб на войските на цар Самуил.
До покоряването на България през 1018 г. на Ксифий е поверено самостоятелно командване в още редица нападения срещу българите. През лятото на 1015 г., заедно с военачалника Константин Диоген, той е изпратен срещу Мъглен, но обсадата е безуспешна, което налага личната намеса на Василий II за превземането на града. През есента на същата година Никифор Ксифий е изпратен в областта около Сердика и успява да превземе крепостта Бояна. През 1018 г., след предаването на Охрид и повечето български градове, Василий II напредва на юг към Тесалия и праща Ксифий да разруши крепостите около Соск и Сервия.

### Бунтовник
През 1021 – 1022 г. Никифор Ксифий вдига въстание срещу Василий II в Централна Анатолия. Въпреки помощта на влиятелната фамилия Фока, въстанието е потушено от местния византийски управител. Животът на Ксифий е пощаден, но той е лишен от всички длъжности и е изпратен в манастир.
В 1922 година воденското село Костурино е преименувано на Ксифония, а в 1953 – на Ксифяни по името на Никифор Ксифий.

## Цитирана литература
- Златарски, Васил (1994). История на българската държава през средните векове, том 1, част 2. София: Академично издателство „Марин Дринов“, ISBN 954-430-299-9
- Мутафчиев, Петър; Мутафчиева, Вера (1995). История на българския народ. От наченките на човешкия живот по нашите земи до Българското възраждане. София: Академично издателство „Марин Дринов“, ISBN 954-430-307-3
- Павлов, Пламен (1999). Залезът на Първото българско царство (1015-1018). София: Академично издателство „Марин Дринов“, ISBN 954-430-630-7
- Пириватрич, Сърджан (2000). Самуиловата държава. Обхват и характер. София: Изд. група „АГАТА-А“, ISBN 954-540-020-X
- ((el)) Τοπάλης, Νικόλαος (no date). Τοπική Κοινότητα Ξιφιανής. Δήμος Αλμωπίας, http://www.dimosalmopias.gov.gr/index.php?option=com_content&task=view&id=96&Itemid=221, посетен на 18 юни 2014
- ((en)) Treadgold, W. (1997). A History of the Byzantine State and Society. Stanford University Press, ISBN 0-8047-2630-2
- ((en)) Holmes, Catherine (2003-04-04). Basil II (A.D. 976–1025). – De Imperatoribus Romanis, An Online Encyclopedia of Roman Emperors, архив на оригинала от 10 декември 2007, https://web.archive.org/web/20071210102052/http://www.roman-emperors.org/basilii.htm, посетен на 16 ноември 2007 г.